# المسيحية في فانواتو

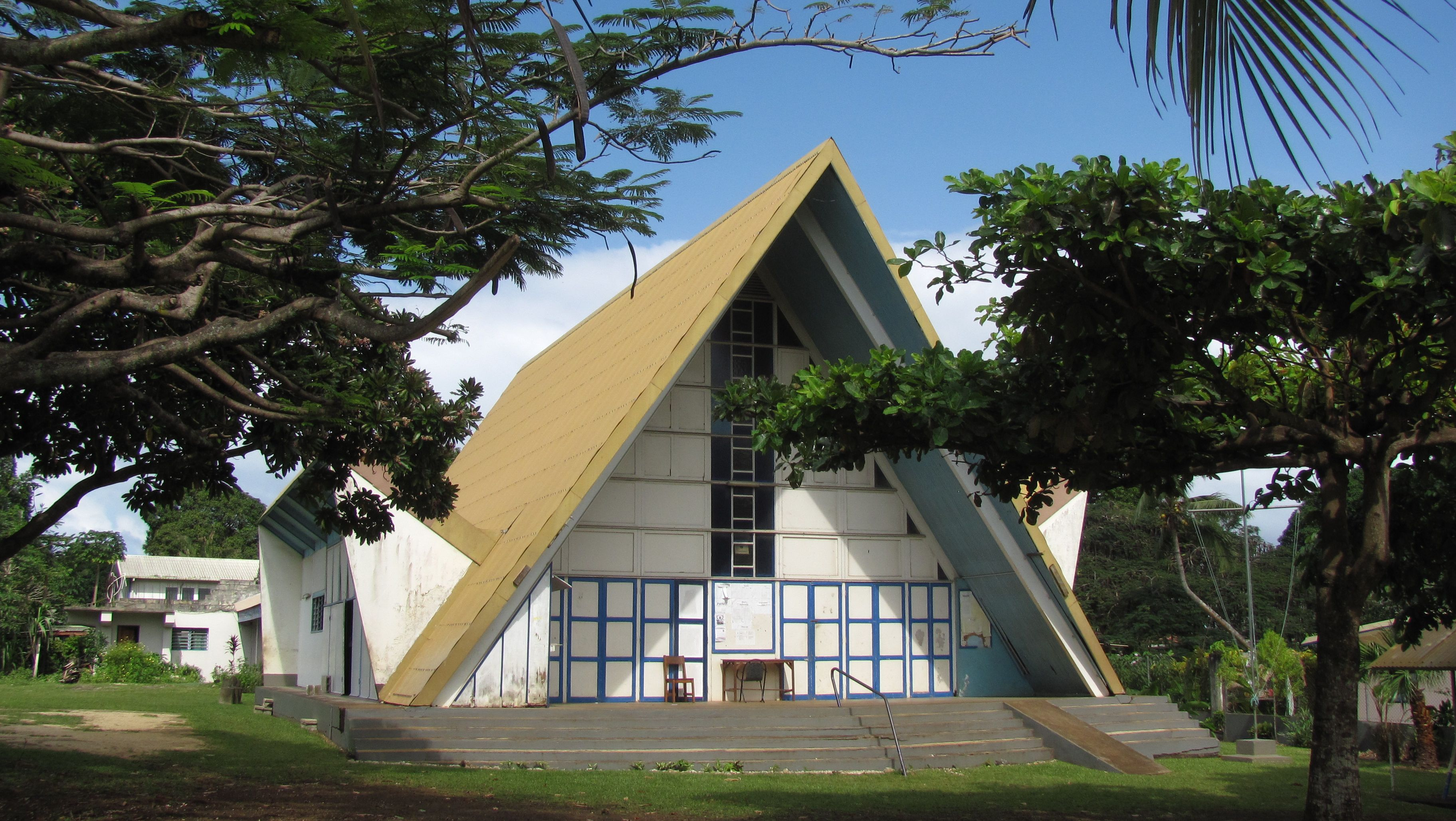
الكنيسة المشيخية في بورت فيلا.

تُشكل المسيحية في فانواتو أكثر الديانات إنتشاراً بين السكان، وفقاً لتقديرات مركز بيو للأبحاث عام 2010 حوالي 93.3% من السكان من المسيحيين. تقدر بعض المصادر أن حوالي 32% من السكان هم أتباع الكنيسة المشيخية، وحوالي 13% من أتباع الكنيسة الرومانية الكاثوليكية، وحوالي 13% أتباع الكنيسة الانجليكانية، في حين أن 11% من السكان هم من السبتيين. تشكل كل من أتباع كنيسة المسيح، والكنيسة الرسولية، وجمعيات الله، والطوائف المسيحية الأخرى حوالي 14%. جلب المبشرون العديد من الكنائس المسيحية الغربية إلى البلاد في القرن التاسع عشر وأوائل القرن العشرين. يواصل بعض المبشرين الأجانب العمل التبشيري، وعلى الرغم من ذلك، ما يقرب من 90% من رجال الدين هم من السكان الاصليين لفانواتو. وتملك المؤسسات التبشيرية معهد في اللغويات وهي نشطة بشكل خاص في ترجمة الكتاب المقدس إلى لغات السكان الأصليين للبلاد عديدة. وينص دستور فانواتو على حرية الدين، كما ينص على أن الدولة تقوم على الالتزام "بالقيم الميلانيزية التقليدية والإيمان بالله والمبادئ المسيحية".

## تاريخ

### خلفية تاريخية

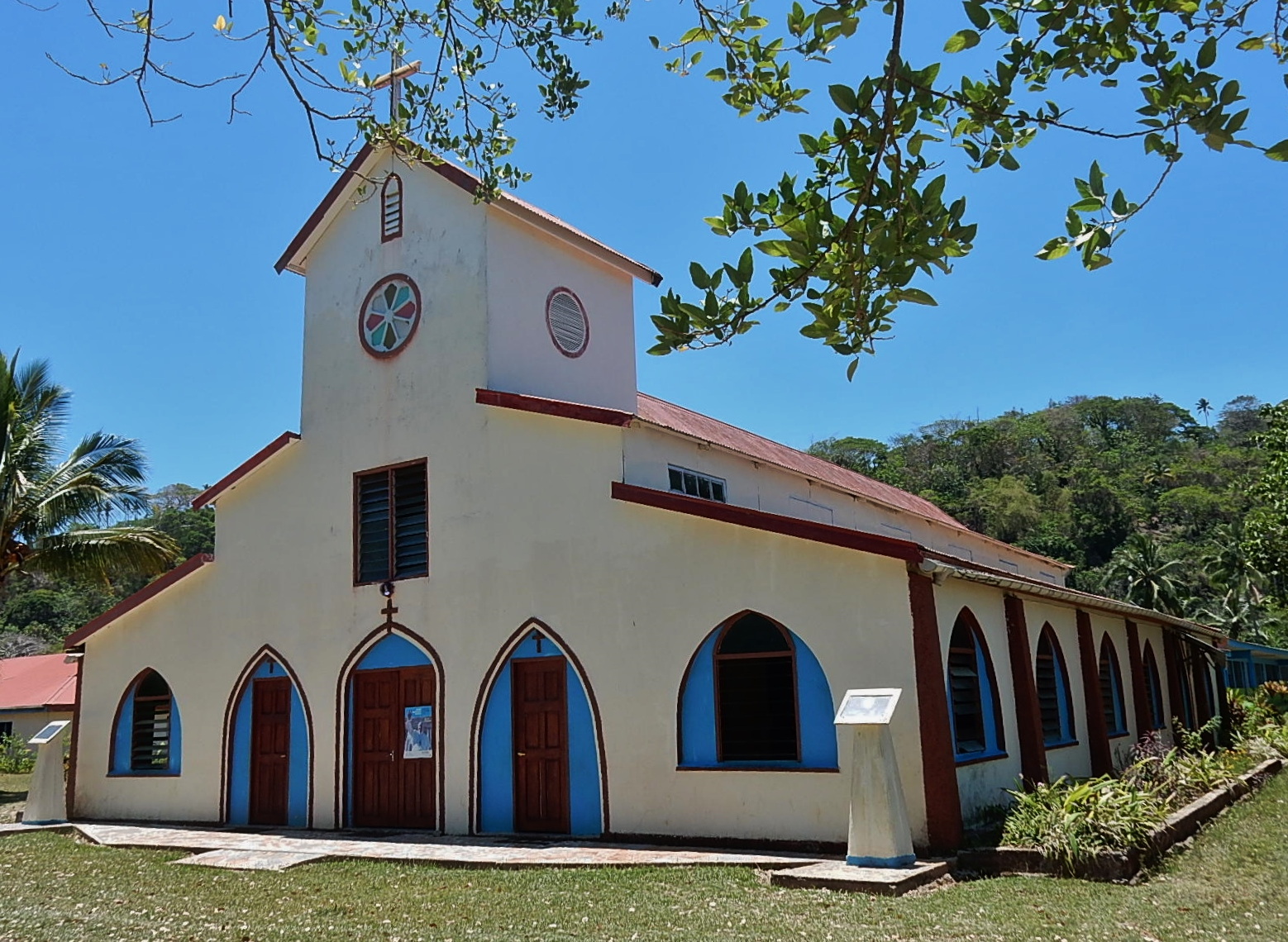
كنيسة مسيحيّة في فانواتو.

أجري أول قداس كاثوليكي في أوقيانوسيا في 14 مايو من عام 1606، عندما وصل المستكشف الإسباني بيدرو دي كويروس للجزيرة مع أربعة كهنة وثمانية رهبان، بعضهم فرنسيسكان، واحتفل بعيد العنصرة. وتعود جذور الكنيسة المشيخية في الجزيرة إلى بعثات المبشرين من جمعية لندن التبشيرية في منتصف عقد 1800، وفي عام 1838 وصل القس جون وليام إلى جزيرة فوتونا، وقتل القس وليام لاحقاً من قبل السكان المحليين. وفي عام 1941 تم تعيين أبيلا وصمويل للعمل في فوتونا، وقتل كلاهما من قبل السكان المحليين، وعلى الرغم من ذلك أعدوا الطريق للبعثات المشيخية القادمة من كندا واسكتلندا وأستراليا ونيوزيلندا. وساهم مجمع البعثة المشيخية في البعثة في نيو هيبريديس التي تسمى الآن فانواتو. وحتى اليوم لا تزال تظهر التقاليد الاسكتلندية المشيخية في حياة كنيسة في فانواتو، والتي نمت بسرعة من الجنوب إلى الشمال. وكانت تستخدم الكنيسة رعاة ومعلمين من السكان الأصليين. وفي عام 1875 كتب المستوطنون الكاثوليك كتاباً إلى الحكومة الفرنسية طالبين أن تطالب فرنسا بالجزر. وأصبحت الكنيسة المشيخية المحلية مستقلة في عام 1948، وأستقلت فانواتو خالية من الإستعمار البريطاني والفرنسي في عام 1980. كان معظم أعضاء الحكومة الجديدة هم أعضاء في الكنيسة المشيخية، لأن الكنيسة المشيخية كانت المذهب الوحيد الذي أنشأ مدرسة لاهوتية وركز على تعليم الشعب المحلي. المسيحيون في فانواتو، يختنون ذكورهم في الغالب رغم أن شريعة الختان قد أسقطت في العهد الجديد أي أن مختلف الكنائس لا تلزم أتباعها بها، حيث أن الغالبية من مسيحيين فانواتو الذكور مختونين لأسباب ثقافية.

### الوضع الحالي

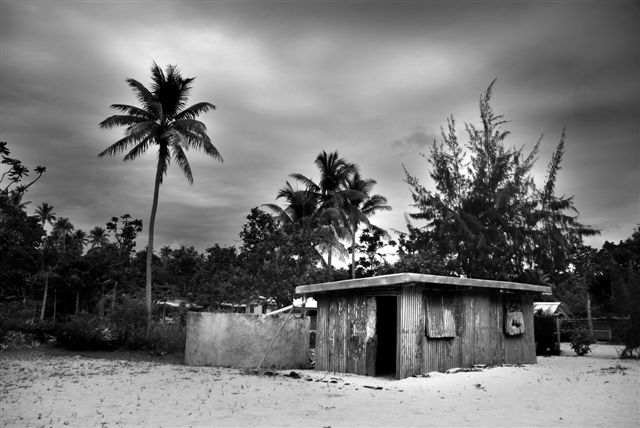
كنيسة مسيحيّة في فانواتو.

تم تعيين أول أسقف كاثوليكي للجزيرة وهو ميشيل فيزي، في 12 أبريل من عام 1997، والذي عمل في المجال الكنسي حتى وفاته في عام 2007. وتم اختيار سفير إلى الكرسي الرسولي، وهو ميشيل ريتي لأول مرة في عام 2003. وأرسلت فانواتو وفداً من الشباب للمرة الأولى في أيام الشبيبة الكاثوليكية العالمي عام 2008 عندما عُقد في مدينة سيدني الأسترالية. ويتوزع كاثوليك البلاد على أسقفية مركزها في العاصمة بورت فيلا. وتضم الكنيسة المشيخية حوالي 78,000 عضو ويتوزعون على 400 تجمّع ديني، بالإضافة إلى 450 كنيسة منزلية وذلك اعتبارًا من 1 يناير 2006، وهي أكبر طائفة مسيحية في البلاد، وتضم أكثر من 30% من سكان فانواتو. وينص دستور فانواتو على حرية الدين، وتحترم الحكومة بشكل عام هذا الحق في الممارسة. ولم تتلق الحكومة الأمريكية أي تقارير عن الإساءات الاجتماعية أو التمييز على أساس المعتقد أو الممارسة الدينية في عام 2007؛ ومع ذلك اعترضت بعض الكنائس المسيحية والأفراد على الأنشطة التبشيرية للمجموعات الدينية غير التقليدية وتستمر في اقتراح تقليصها. كان هناك بعض الجدل حول الزيارة المخطط لها من قبل مؤسس كنيسة التوحيد سون ميونغ مون. ومارست بعض الجماعات الدينية المسيحية ضغوطاً على الحكومة لحرمانه من تأشيرة الدخول.

## الطوائف المسيحية

### البروتستانتية

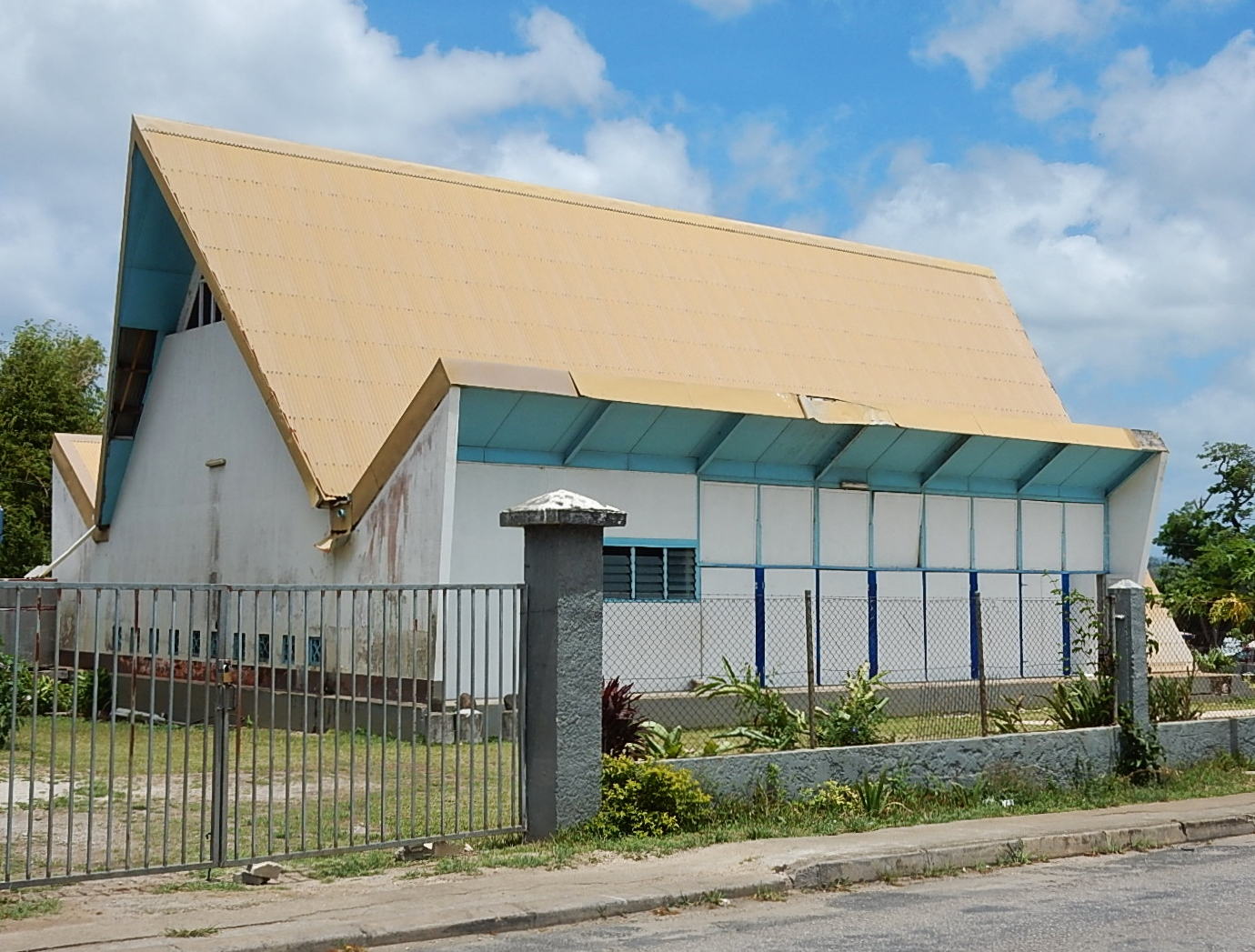
كنيسة المحيط الهادئ في فانواتو.

البروتستانتية هي أكبر المذاهب المسيحية في البلاد، وفقاً لتقديرات مركز بيو للأبحاث عام 2010، كان حوالي 78.1% من السكان من أتباع الكنائس البروتستانتية المختلفة. وتقدر بعض المصادر أنَّ حوالي 32% من السكان هم أتباع الكنيسة المشيخية، وحوالي 13% أتباع الكنيسة الانجليكانية، في حين أن 11% من السكان هم من السبتيين. وتُشكل كل من أتباع كنيسة المسيح، والكنيسة الرسولية، وجمعيات الله، والطوائف المسيحية الأخرى حوالي 14%. الكنيسة المشيخية في فانواتو في بيسلاما، هي أكبر طائفة مسيحية في فانواتو. نشأت الكنيسة من قبل مبشرين من جمعية لندن التبشيرية في منتصف القرن التاسع عشر. لعب الكنيسة دورًا هامًا في الحياة السياسية والتعليمية والثقافية، حيث أنَّ الكنيسة المشيخية كانت الطائفة الوحيدة التي أنشأت مدرسة لاهوتية وركزت على تعليم شعب ني فانواتو. ونشطت المعاهد البروتستانتية في نشر اللغات المحلية والتعليم من خلال ترجمة الكتاب المقدس. البروتستانت في فانواتو، يختنون ذكورهم في الغالب رغم أن شريعة الختان قد أسقطت في العهد الجديد أي أن مختلف الكنائس لا تلزم أتباعها بها، حيث أن الغالبية من مسيحيين فانواتو الذكور مختونين لأسباب ثقافية.
اختلفت تأثيرات الاستعمار والتنصير بشكل كبير في جميع أنحاء فانواتو، ويرجع ذلك جزئيًا إلى الحكم المشترك الأنجلو-فرنسي وكذلك بسبب جهود التبشير المسيحية غير المنسقة في جميع أنحاء البلاد. أدت المقاربات المتنوعة للإرسالية الكاثوليكية والبعثة الميلانيزية الأنجليكانية وكنيسة المسيح جنبًا إلى جنب مع مجتمعات ثقافية متنوعة إلى مواقف محلية مختلفة إلى حد كبير فيما يتعلق بالدين والتقاليد وإعادة هيكلة المجتمع. في كثير من الأحيان، تحولت مجتمعات ني فانواتو إلى المسيحية على أمل تحقيق الثروة والازدهار الظاهر اللذين امتلكهما مسيحيو أوروبا. ومن خلال انتشار المسيحية، كان المرسلون يهدفون إلى إعادة هيكلة مجتمعات السكان الأصليين من خلال إلغاء الفصل بين عادات الأكل والنوم بين الجنسين، وحظر منازل الرجال الحصرية، وإعادة صياغة حقوق المرأة المحلية، من أجل إنقاذ النساء مما اعتبره المبشرون "حالة متدهورة في كاستوم". ومع تحول السكان للمسيحية بعض التي كانت في الجزيرة مثل "تعدد الزوجات، وتضحيات الخنازير، وعبادة الأوثان، وشرب الكافا، والجمعيات السرية للرجال". كما ولعبت الكنائس البروتستانتية دوراً هاماً في تشكيل الهوية الوطنية خلال عقد 1970 وفي حركة استقلال فانواتو.

### الكاثوليكية

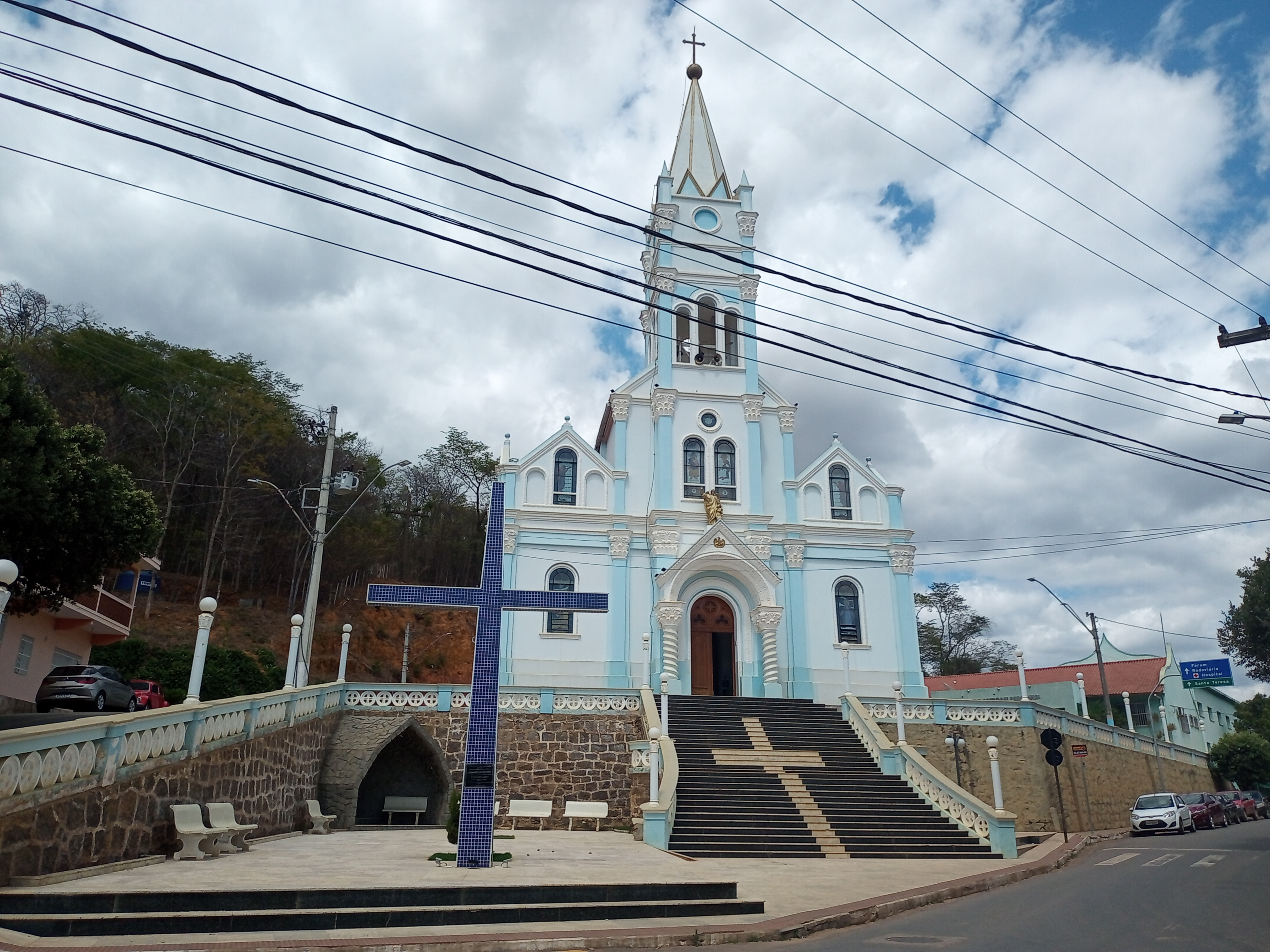
كنيسة كاثوليكية في إسبيريتو سانتو.

الكنيسة الكاثوليكية الفانواتوية هي جزء من الكنيسة الكاثوليكية العالمية في ظل القيادة الروحية للبابا في روما، وفقاً لتقديرات مركز بيو للأبحاث عام 2010، كان حوالي 13.9% من السكان من أتباع الكنيسة الرومانية الكاثوليكية. ويتوزع كاثوليك البلاد على أسقفية مركزها في العاصمة بورت فيلا، ولديهم كثافة سكانية في جزيرة إسبيريتو سانتو. عندما وصل المستكشف الإسباني بيدرو دي كويروس للجزيرة مع أربعة كهنة وثمانية رهبان، بعضهم فرنسيسكان، واحتفل بعيد العنصرة. في عام 1875، كتب مستوطنون من تانيز معظمهم من الكاثوليك إلى الحكومة الفرنسية يطلبون فيها أن تطالب فرنسا بالجزر. وتم إنشاء البعثة الدائمة للآباء المريميين بصعوبة كبيرة في عام 1887. وتطورت البعثة في بورت فيلا بسرعة في العشرين سنة التالية. اختلفت تأثيرات الاستعمار والتنصير بشكل كبير في جميع أنحاء فانواتو، ويرجع ذلك جزئيًا إلى الحكم المشترك الأنجلو-فرنسي وكذلك بسبب جهود التبشير المسيحية غير المنسقة في جميع أنحاء البلاد. وتم تسمية أول أسقف على الجزر، ميشيل فيزي، في 12 أبريل من عام 1997 وخدم حتى وفاته في عام 2007. أرسلت فانواتو وفدًا من الشباب لأول مرة في أيام الشبيبة الكاثوليكية العالمي عام 2008 عندما عُقد في مدينة سيدني الأسترالية. وتلعب الكنيسة دورًا هامًا في الحياة السياسية والتعليمية والثقافية.

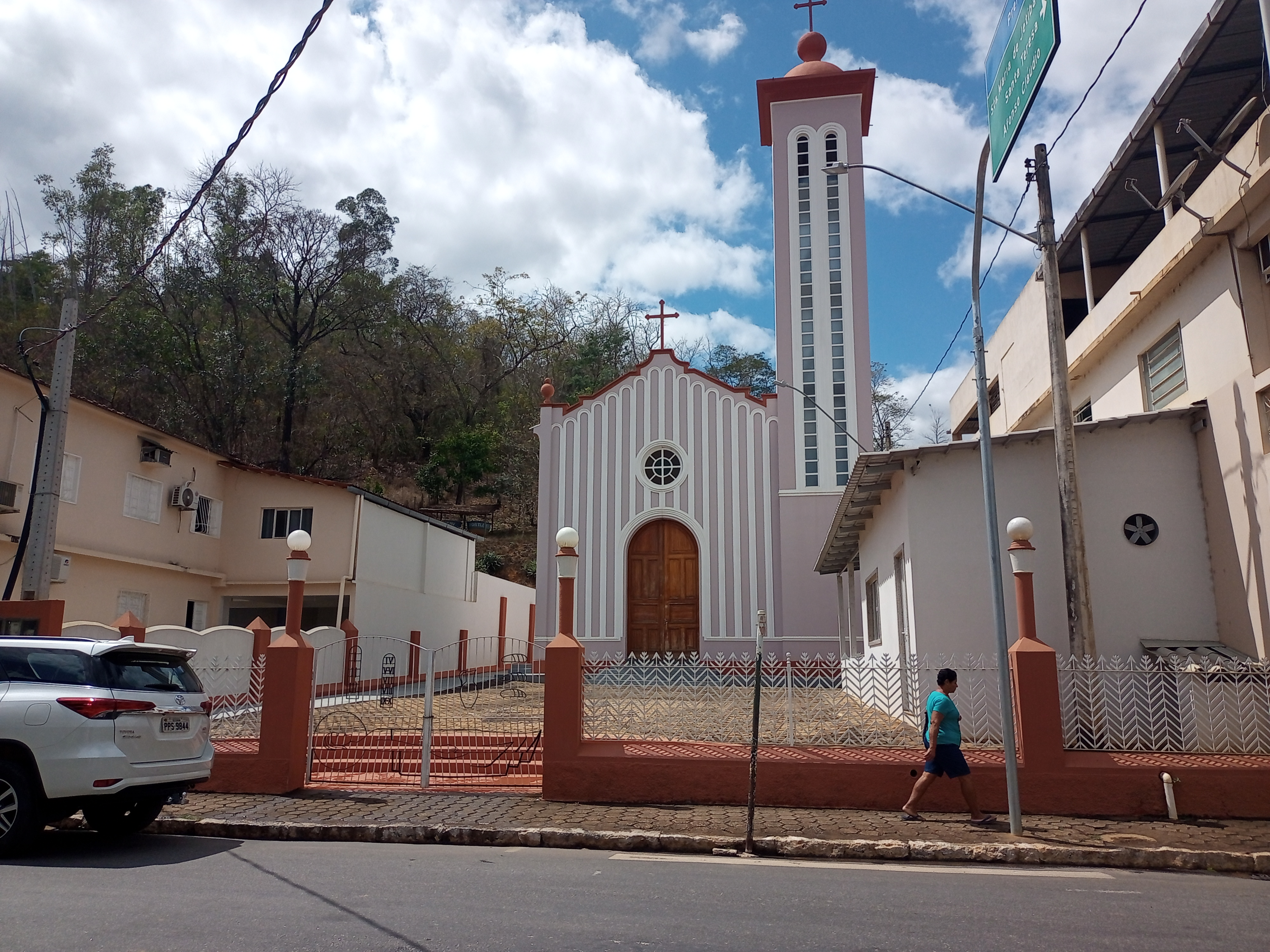
كنيسة كاثوليكية في إسبيريتو سانتو
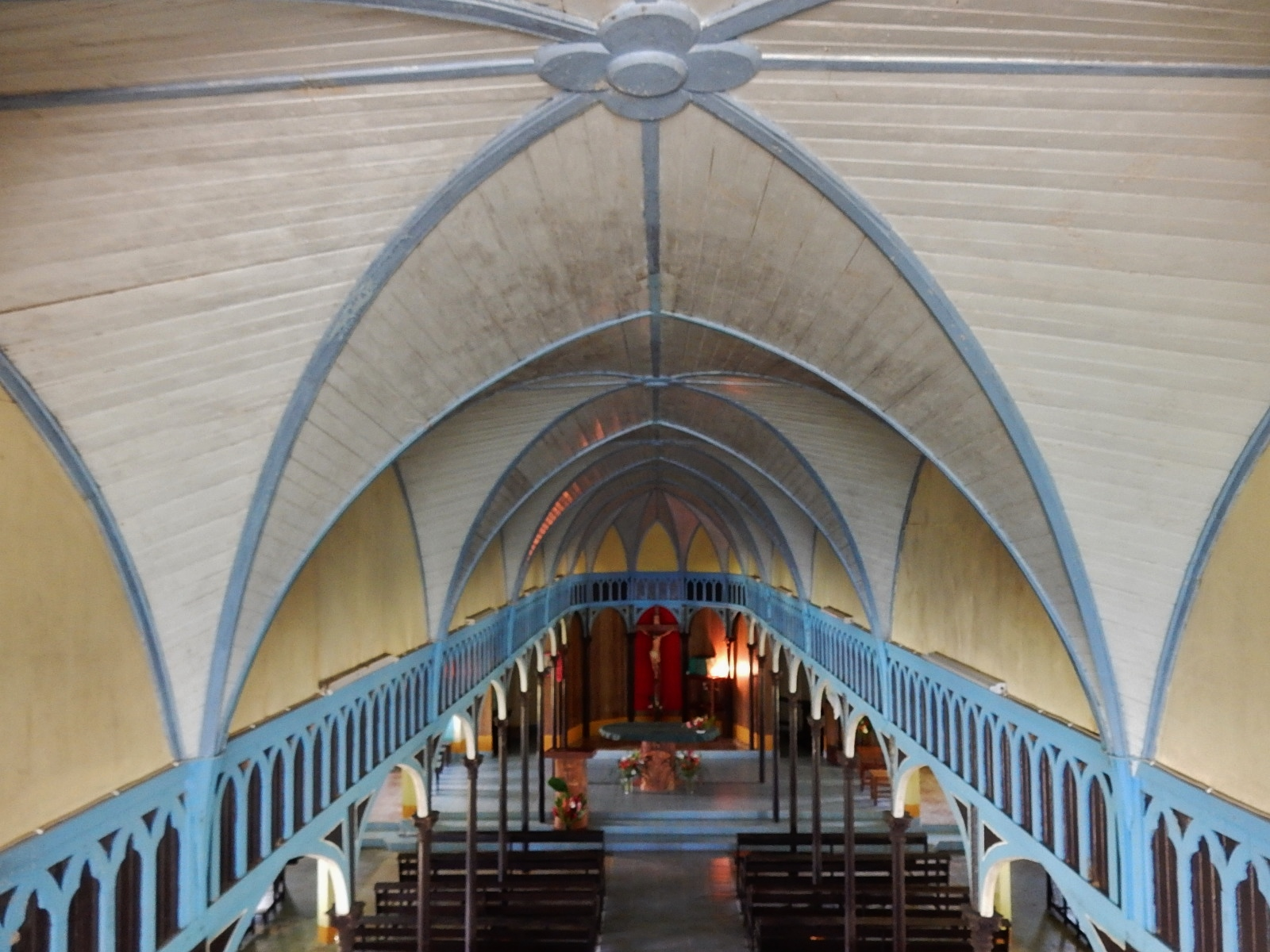
كنيسة كاثوليكية في فانواتو
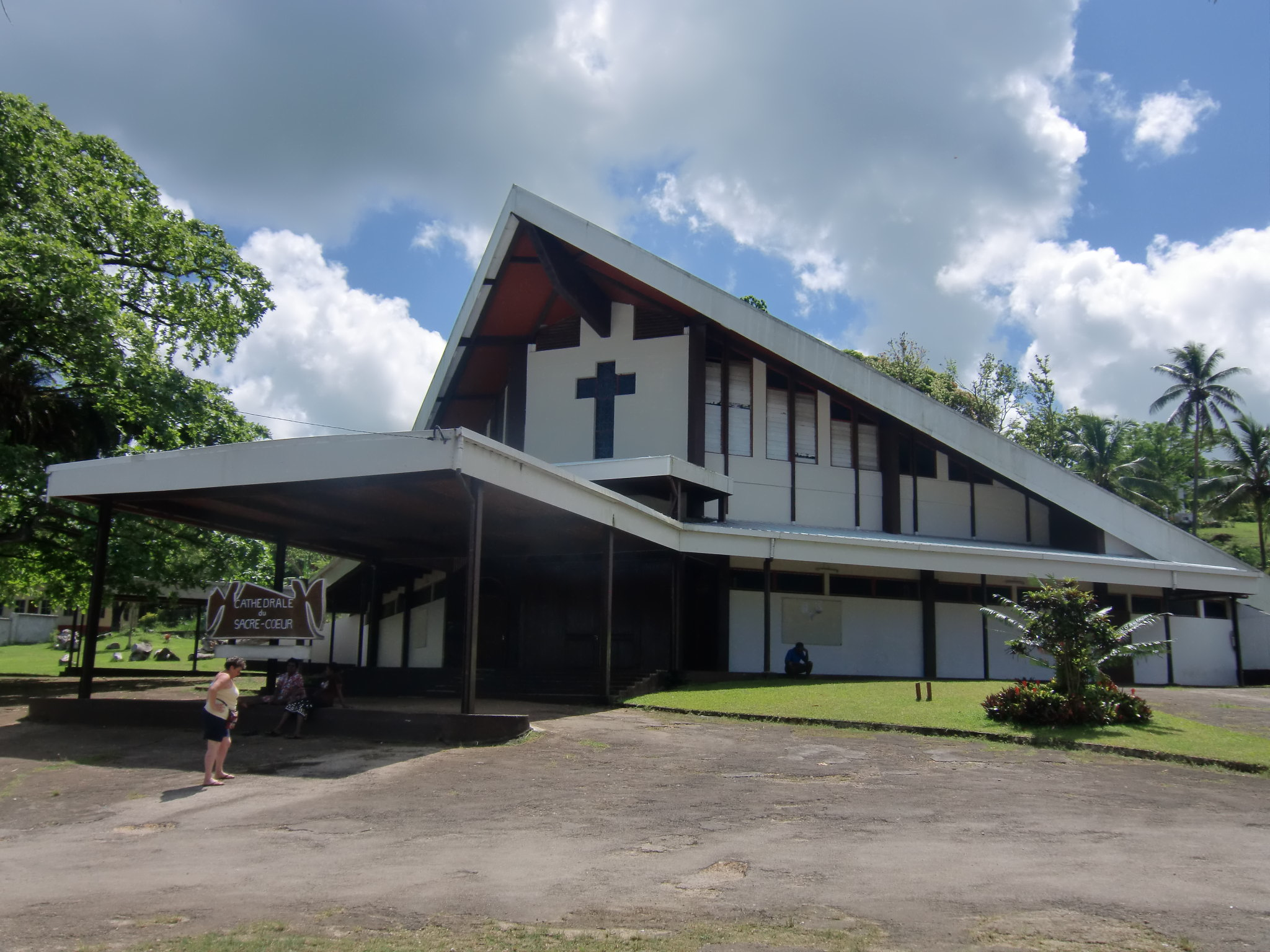
كاتدرائية القلب الأقدس في بورت فيلا
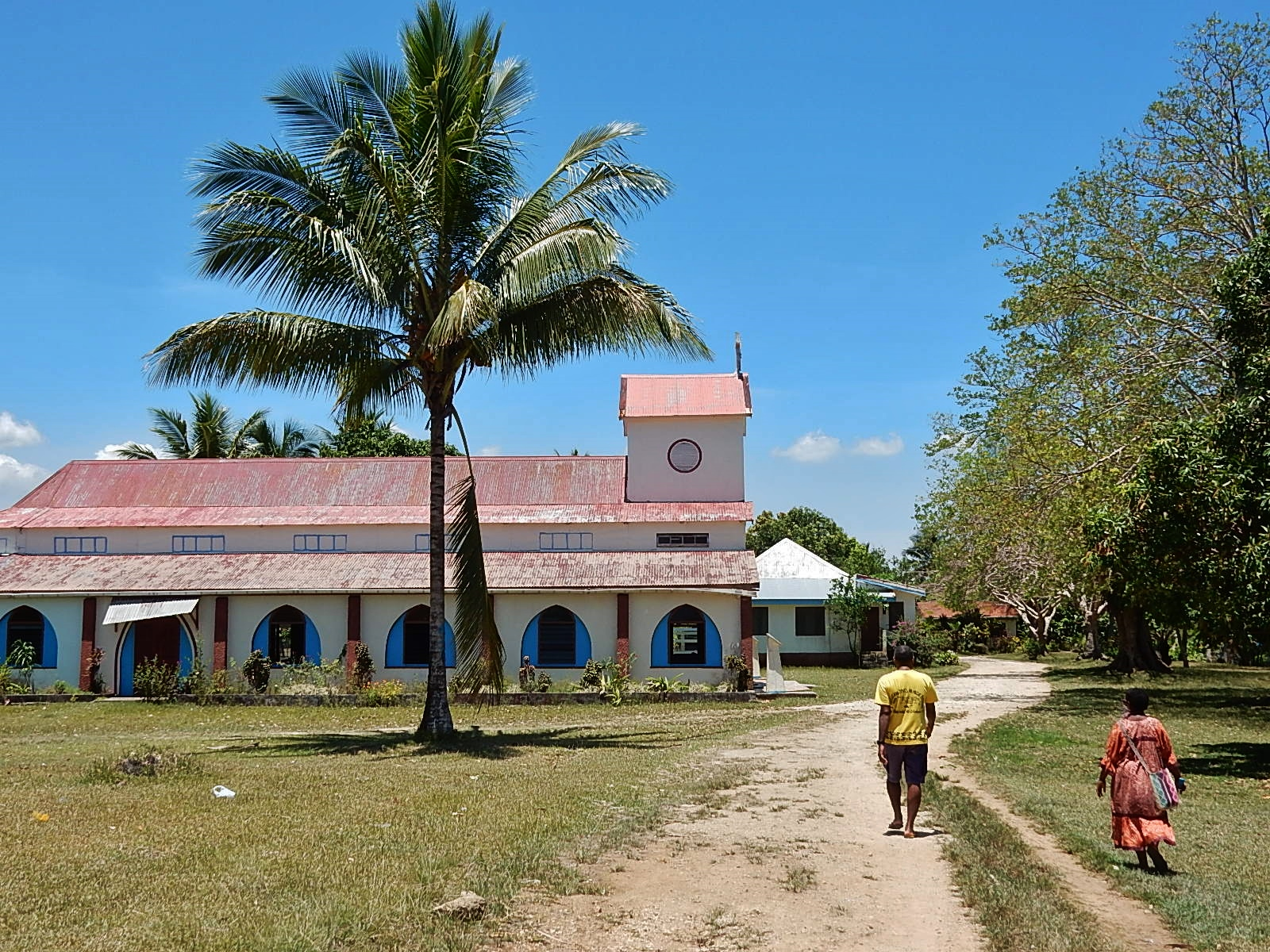
الكنيسة الإسبانية الكاثوليكية في إسبيريتو سانتو
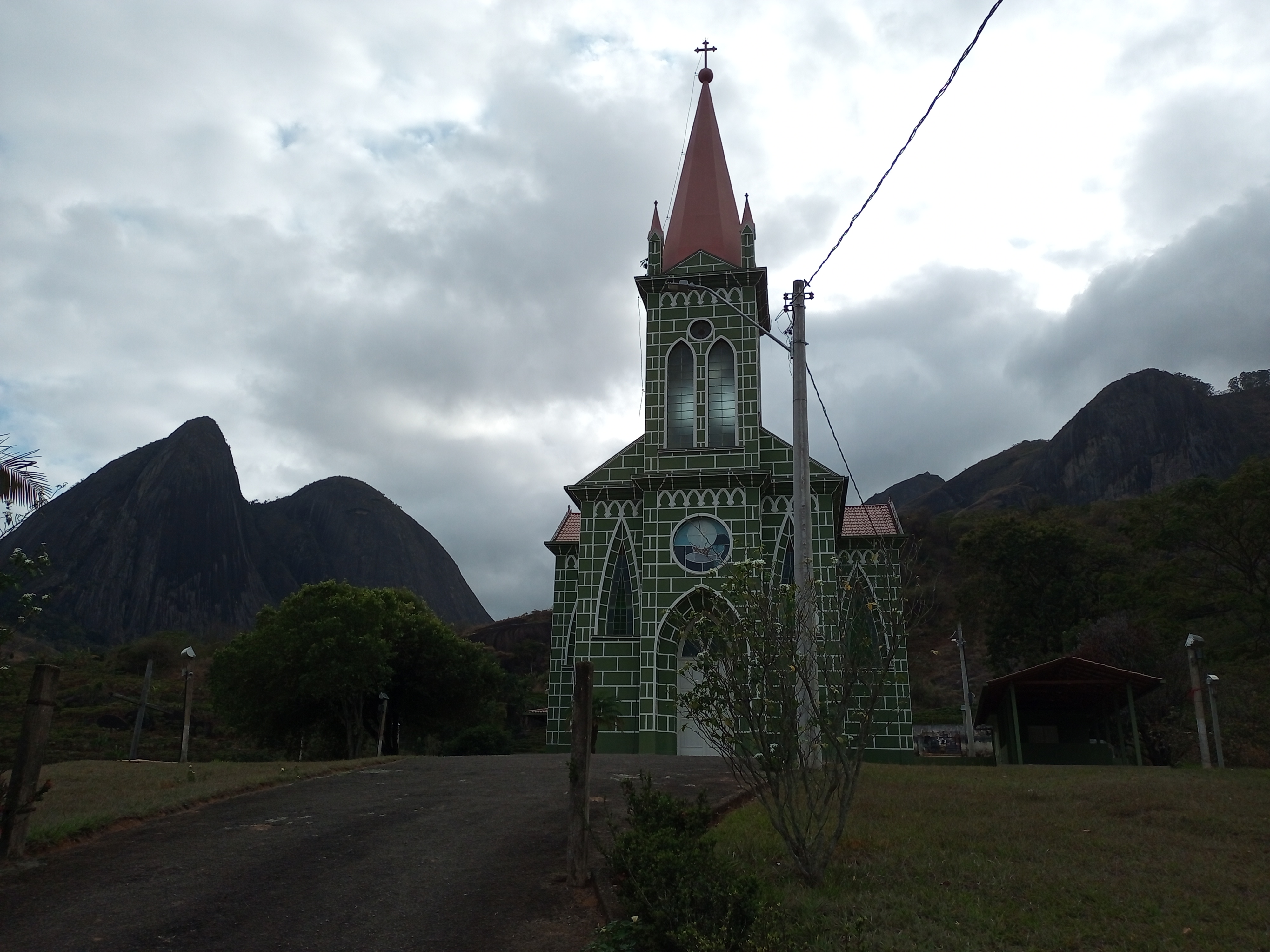
كنيسة كاثوليكية في إسبيريتو سانتو